# Звучна двубърнена преградна съгласна
Звучната двубърнена преградна съгласна е вид съгласен звук, използван в повечето говорими езици. В Международната фонетична азбука той се отбелязва със символа b. В българския език е звукът, обозначаван с „б“.
Звучната двубърнена преградна съгласна се използва в езици като английски (aback, [əˈbæk]), испански (invertir, [ĩmbe̞ɾˈt̪iɾ]), немски (aber, [ˈäːbɐ]), полски (bas, [bäs]), руски (рыба, [ˈrɨbə]), френски (boue, [bu]).